# Восточный центр дальней космической связи
Антенна космической связи у села Галёнки. Вид из окрестностей села Линевичи.
Восточный центр дальней космической связи (ВЦДКС) (УС «Жница», Объект «Уссурийск» дальней космической связи, НИП-15, в/ч 14038) — основан в 1965 году в результате перевода Радиоэлектронной части военно-космических сил России (созданного ещё в 1957 году) в район села Галёнки, Приморский край, Россия в 30 км от Уссурийска.
Цель создания ВЦДКС: для использования в сети управления гражданскими и военными космическими аппаратами. В 1971 году на базе возведённого комплекса с 35-метровым радиотелескопом был создан Восточный центр дальней космической связи. На тот момент ВЦДКС работал в дециметровом и сантиметровом диапазонах на приём, в дециметровом — на передачу. Личный состав части участвовал в работах космических программ, в том числе по космическим кораблям «Восток», «Восход», «Союз», «Космос», «Луна», «Зонд», «Луноход». Основным прибором ВЦДКС является 70-метровый полноповоротный радиотелескоп «П-2500», введённый в строй в 1984 году.

## Приборы ВЦДКС
ВЦДКС имеет в своём составе множество различных радиотехнических и оптико-лазерных средств:
- Комплекс «Сатурн-МСД», создан в 1971 году. Включает в себя две антенны П-200П (передающая) диаметром 25 метров, «П-400П» диаметром 32 метра (приёмная);
- Антенны диаметром 8 метров;
- Комплекс «Квант-Д» состоит из антенны «П-2500» или РТ-70 — 70-метровая параболическая полноповоротная радиоантенна. Вес — 24000 тонн, собирающая площадь — 2500 кв. м., высота — 103 м. Диапазон работы: СМ, ДМ + передатчик «Гарпун» (мощность 80 киловатт). На полную мощность заработал в 1984 году.

## Направления работ
- Связь с КРТ (космическим радиотелескопом) «Спектр-Р»
- Околоземные астероиды[1];

## Основные достижения
- Участие в работах космических программ, в том числе по космическим кораблям «Восток», «Восход», «Союз», «Космос», «Луна», «Зонд», «Луноход», и АМС «Фобос-Грунт».
- Работа по программе «Вега» — связь с космическими аппаратами на орбитах Венеры. Работа по программе «Венера — комета Галлея»;
- Работа по проекту «Фобос-1» и «Фобос-2»;
- Планировалась работа по проекту Марс-96, но из-за аварии РН не была реализована;
- В 1991 г., по договору с JPL/NASA был осуществлён пробный приём телеметрической информации с наиболее удалённых космических аппаратов «Вояджер — 1, 2»[2];
- До присоединения Крыма к России данный радиотелескоп был самым крупным полноповоротным на территории России[2].

## Адрес ВЦДКС
- Россия, Приморский край, Октябрьский район, с. Галёнки

## Интересные факты
- Стоимость Восточного центра дальней космической связи оценивают в 14 миллиардов долларов[3];
- C ВЦДКС в 2001 году c помощью антенны П-30С наземного радиотехнического комплекса «Квант-П» была выдана команда на затопление орбитальной станции «Мир»[4];
- Братья-близнецы РТ-70 расположены в Центре дальней космической связи под Евпаторией и в Международной радиоастрономическиой обсерватории «Суффа» в Узбекистане.